# Fascellina glaucifulgurea
Fascellina glaucifulgurea là một loài bướm đêm trong họ Geometridae.